# Campiglossa footei
Campiglossa footei
 es una especie de insecto díptero que Thompson describió científicamente por primera vez en el año 1999.
Esta especie pertenece al género Campiglossa de la familia Tephritidae.